# Уинтер, Роберт
Ро́берт Уи́нтер (англ. Robert Wintour; 1568 — 1606) — английский заговорщик, участник Порохового заговора против английского и шотландского короля Якова I в 1605 году.

## Биография

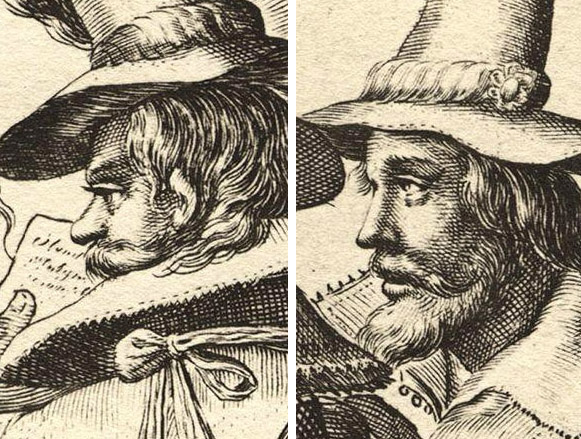
Братья Уинтер: Роберт (слева) и Томас (справа)

Родился в 1568 году (по другим данным — в 1567) в Йоркшире в семье Джорджа Уинтера и его жены Джейн (урождённой Ingleby). В семье были брат Томас и сестра Дороти, которая была замужем за другим заговорщиком — Джоном Грантом. После смерти Джейн, отец женился на Элизабет Борн (англ. Elizabeth Bourn) и в семье ещё родились брат Джон и сестра Элизабет.
Роберт был женат на Гертруде Талбот (англ. Gertrude Talbot), дочери рекузанта Джона Талбота (англ. John Talbot of Grafton). Детей у них не было.

### Пороховой заговор
В феврале 1604 года Томас был приглашен своим двоюродным братом Робертом Кетсби в его дом в Ламбете, но не смог приехать из-за болезни. Уинтер приехал позже, встретив у Кетсби его двоюродного брата Джона Райта, известного фехтовальщика. Кетсби сообщил о планах восстановить католицизм в Англии, взорвав палату лордов во время государственного открытия парламента, и убив короля. Томас не сразу, но всё же согласился участвовать в заговоре. В мае 1604 года заговорщики встретились в Лондоне для уточнения деталей заговора, на исполнение которого требовалось много времени. Весной 1605 года в заговор был вовлечён Роберт Уинтер. Но о существовании заговора стало известно властям. В ночь с 4 на 5 ноября был произведен обыск здания парламента, и около полуночи в подвале был обнаружен Гай Фокс вместе с приготовленным порохом, который тут же был арестован. Им с братом удавалось долго скрываться от властей, но с большой группой заговорщиков были схвачены в январе 1606 года.
Суд над ними начался 27 января 1606 года. Оба брата были обвинены в государственной измене. В числе первой группы заговорщиков Роберт Уинтер был казнён 30 января 1606 года на площади рядом со старым собором Святого Павла — повешен и четвертован. Такая же участь на следующий день, 31 января, постигла оставшуюся часть заговорщиков, включая Томаса Уинтера, — они был казнены на дворе старого дворца в Вестминстере. Их сводный брат Джон был казнен близ Вустера 7 апреля 1606 года.

## Образ в искусстве
- Кристофер Т. Джонсон в мини-сериале «Порох»